# Bahnhofstraße 12 (Grebenstein)

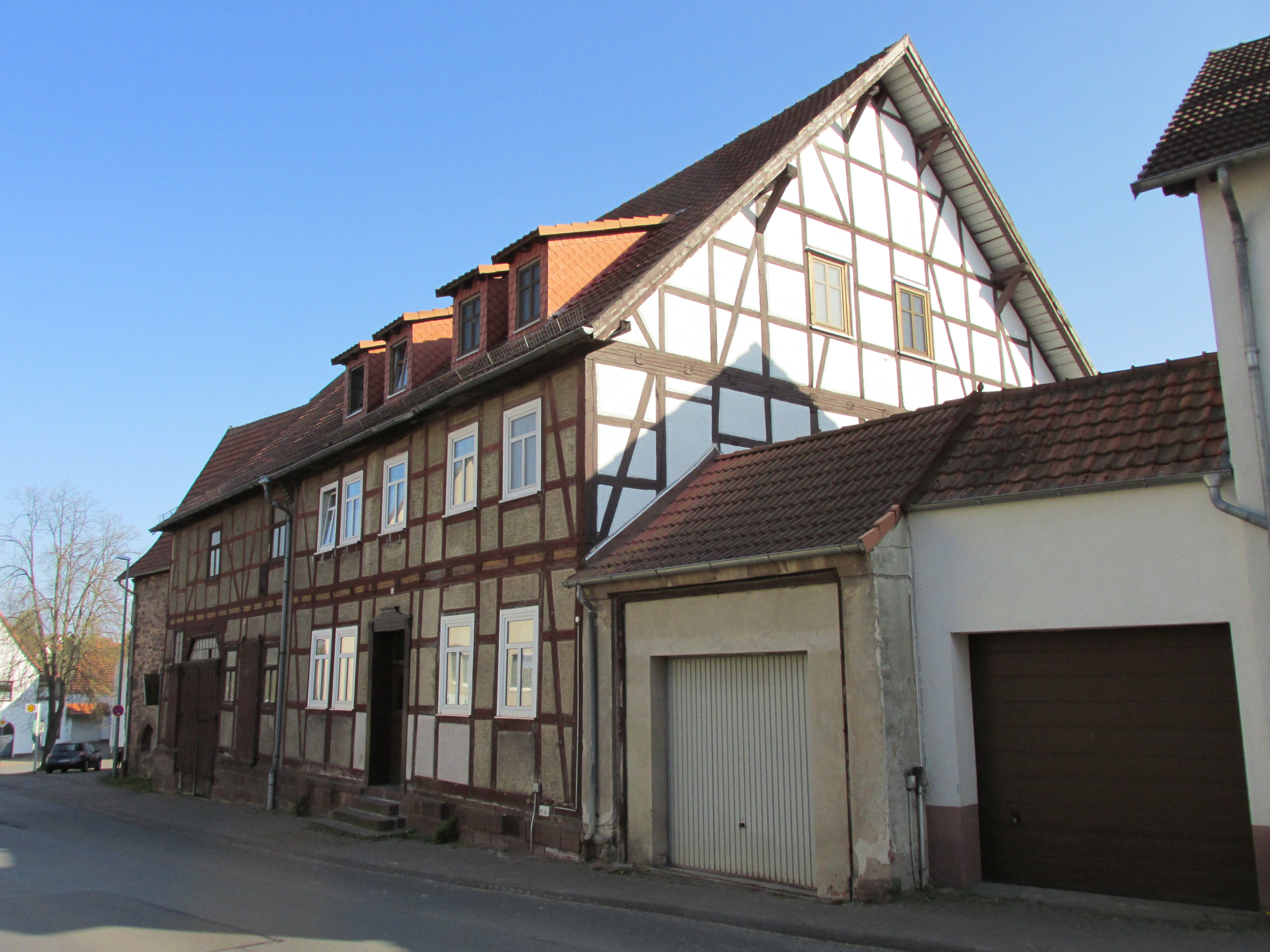
Fachwerkhaus Bahnhofstraße 12 in Grebenstein

Das Gebäude Bahnhofstraße 12 in Grebenstein, einer Stadt im Landkreis Kassel in Nordhessen, wurde 1910 errichtet. Das Fachwerkhaus ist ein geschütztes Kulturdenkmal.
Das zweigeschossige Wohn- und Wirtschaftsgebäude mit Rähmfachwerkkonstruktion und einem fünfachsigen Wohnteil hat mittig noch den originalen Hauseingang, der eine profilierte Steinrahmung aufweist. 
Im Wirtschaftsteil mit großer Toreinfahrt war auch der Stall untergebracht. 
Auf dem rückwärtigen Teil des Grundstücks steht der mittelalterliche massive Fruchtspeicher.    